# روتک (هند)
شهر روتک (به انگلیسی: Rohtak) با جمعیت  ۳۴۸٫۹۸۹  نفر در ایالت  هاریانا در کشور هند واقع شده‌است.